# Ivanovo (Roese)
Ivanovo (Bulgaars: Иваново) is een dorp en een gemeente in de Bulgaarse oblast Roese. Ivanovo staat vooral bekend om de Rotskerken van Ivanovo. Deze staan sinds 1979 op de Werelderfgoedlijst van UNESCO.

## Geografie

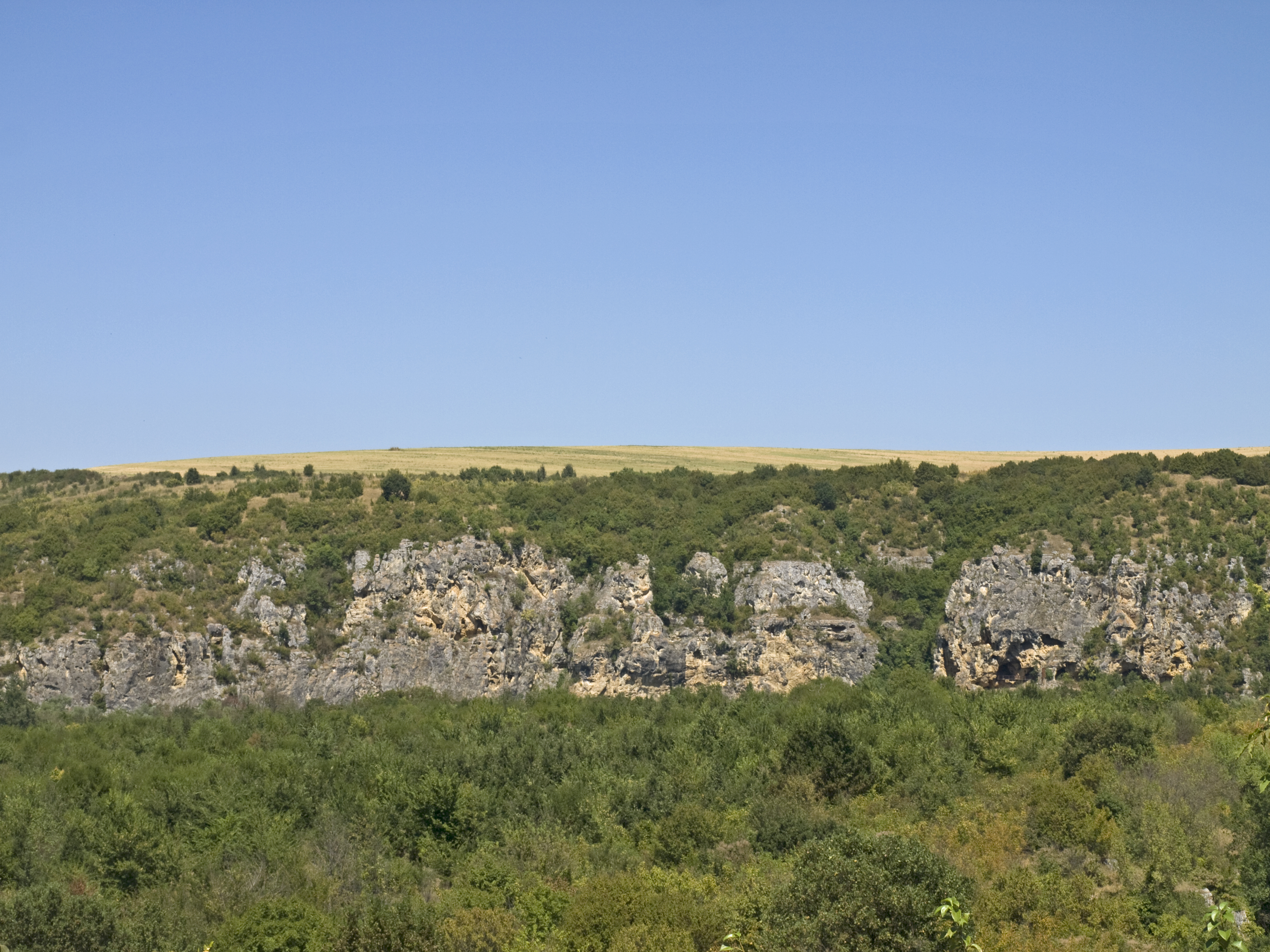
Rotsen in Ivanovo

De gemeente Ivanovo is gelegen in het centrale deel van de oblast Roese. Met een oppervlakte van 490,748 km² staat het op de tweede plaats van de acht gemeenten van het district (16,95% van het grondgebied). De grenzen zijn als volgt:
- in het noorden - gemeente Roese;
- in het oosten - de gemeente Vetovo en de gemeente Tsar Kaloyan, oblast Razgrad;
- in het zuidoosten - gemeente Opaka, oblast Targovisjte;
- in het zuidwesten - gemeente Dve Mogili;
- in het westen - gemeente Borovo;
- in het noordwesten - Roemenië.

## Bevolking
Het dorp Ivanovo is het administratieve centrum van de gelijknamige gemeente Ivanovo. Op 31 december 2020 telde het dorp810754 inwoners, terwijl de gemeente Ivanovo, inclusief 12 andere dorpen, zo'n 8.633 inwoners telde. Alhoewel het dorp Ivanovo de hoofdplaats van de gemeente Ivanovo is, is het niet het grootste dorp. De dorpen Sjtraklevo, Pirgovo en Trastenik zijn groter.

#### Etnische samenstelling
Volgens de volkstelling van 1 februari 2011 vormen Bulgaren de grootste etnische groep in het dorp Ivanovo (675 ondervraagden, oftewel 90,8%) en ook in de gemeente Ivanovo (7.153 ondervraagden, oftewel 79,2%). Belangrijke minderheden vormen de etnische Turken en - in mindere mate - etnische Roma. De Turken wonen vooral in de dorpen Sjtraklevo, Trastenik en Svalenik.
| Plaats     | Aantal | %      | Aantal | %     | Aantal | %    |
| Sjtraklevo | 1.499  | 67,9%  | 569    | 25,8% | 120    | 5,4% |
| Pirgovo    | 1.591  | 99,7%  | -      | -     | -      | -    |
| Trastenik  | 750    | 58,2%  | 466    | 36,2% | 17     | 1,2% |
| Svalenik   | 362    | 40,0%  | 533    | 58,8% | -      | -    |
| Ivanovo    | 675    | 90,8%  | -      | -     | 66     | 8,9% |
| Krasen     | 705    | 99,3%  | 3      | 0,4%  | -      | -    |
| Metsjka    | 572    | 99,8%  | -      | -     | -      | -    |
| Kosjov     | 310    | 99,0%  | -      | -     | -      | -    |
| Tsjerven   | 202    | 98,1%  | -      | -     | -      | -    |
| Bozjitsjen | 173    | 98,9%  | -      | -     | -      | -    |
| Nisovo     | 107    | 100,0% | -      | -     | -      | -    |
| Tserovets  | 108    | 100,0% | -      | -     | -      | -    |
| Tabatsjka  | 99     | 99,0%  | -      | -     | -      | -    |
| Totaal     | 7.153  | 79,2%  | 1.577  | 17,5% | 203    | 2,2% |

#### Religie

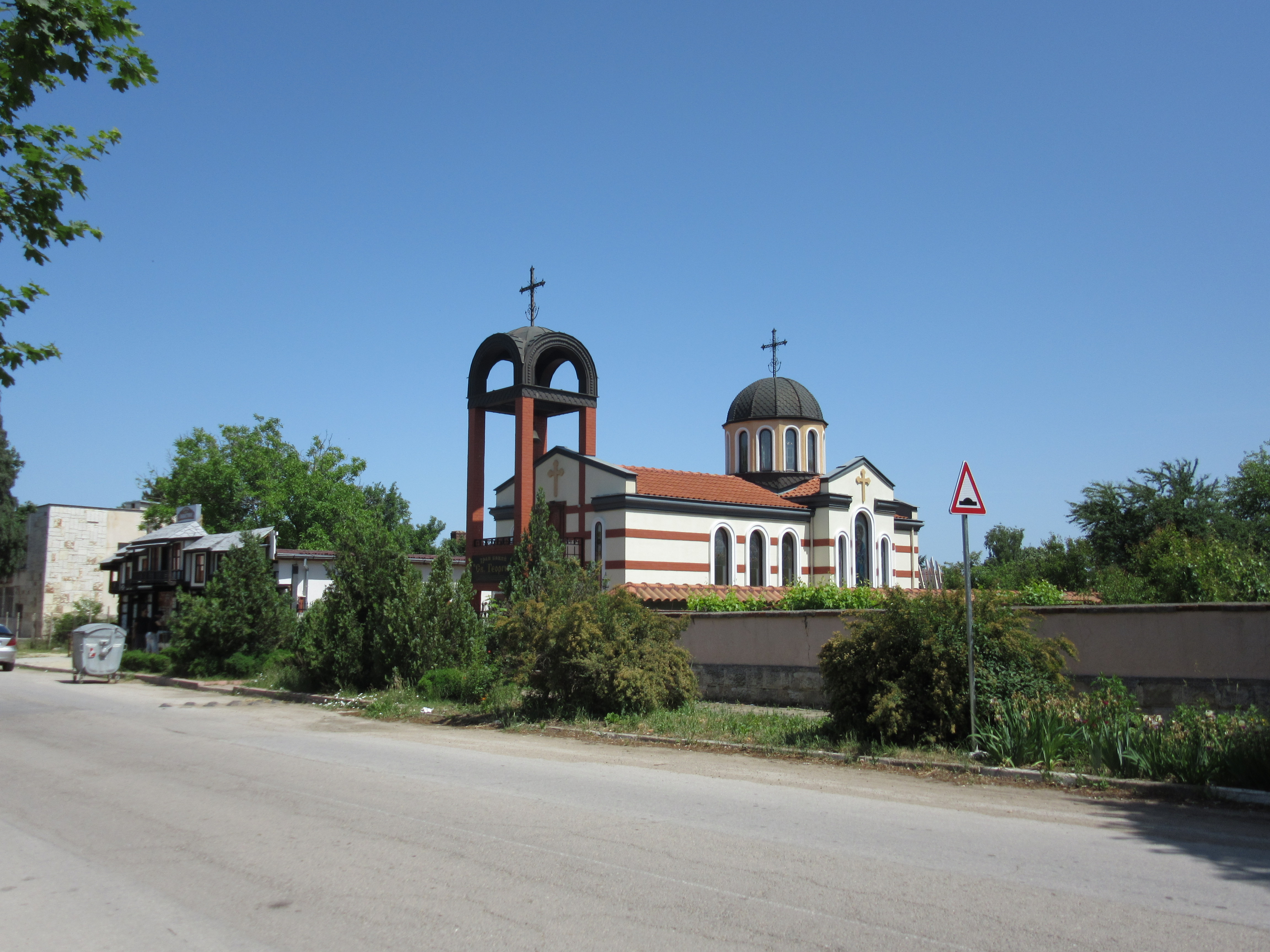
Een kerk in Ivanovo

De grootste religie in Ivanovo en de elf nabijgelegen dorpen is het christendom (75%). Zo'n 73,9% van de inwoners verklaarden lid te zijn van de Bulgaars-Orthodoxe Kerk, terwijl katholieken en protestanten 0,6% respectievelijk 0,5% van de bevolking vormden. De meeste Turken zijn islamitisch. Moslims vormden 16,2% van de bevolking van de gemeente Ivanovo en een meerderheid van de bevolking van het dorp Svalenik.
| Religieuze samenstelling in februari 2011 | Religieuze samenstelling in februari 2011 | Religieuze samenstelling in februari 2011 | Religieuze samenstelling in februari 2011 | Religieuze samenstelling in februari 2011 |
| ----------------------------------------- | ----------------------------------------- | ----------------------------------------- | ----------------------------------------- | ----------------------------------------- |
|                                           |                                           |                                           |                                           |                                           |
| Bulgaars-Orthodoxe Kerk                   | Bulgaars-Orthodoxe Kerk                   |                                           | 73,9%                                     | 73,9%                                     |
| Katholieke Kerk                           | Katholieke Kerk                           |                                           | 0,6%                                      | 0,6%                                      |
| Protestantisme                            | Protestantisme                            |                                           | 0,5%                                      | 0,5%                                      |
| Islam                                     | Islam                                     |                                           | 16,2%                                     | 16,2%                                     |
| Geen                                      | Geen                                      |                                           | 2,6%                                      | 2,6%                                      |
| Anders/ Onbekend                          | Anders/ Onbekend                          |                                           | 6,2%                                      | 6,2%                                      |

## Gemeentelijke kernen
Sinds 1992 valt het dorp Sjtraklevo onder het bestuur van de gemeente Ivanovo - daarvoor was het een zelfstandige gemeente in Bulgarije. Ivanovo bestaat sinds 1992 uit de onderstaande dertien dorpen, waarvan er een aantal qua inwonersaantal groter zijn dan het dorp Ivanovo zelf.
| Sjtraklevo | Щръклево   | 2.132 |
| Pirgovo    | Пиргово    | 1.308 |
| Trastenik  | Тръстениик | 1.121 |
| Svalenik   | Сваленик   | 845   |
| Ivanovo    | Иваново    | 754   |
| Krasen     | Красен     | 592   |
| Metsjka    | Мечка      | 503   |
| Kosjov     | Кошов      | 262   |
| Tsjerven   | Червен     | 191   |
| Bozjitsjen | Божичен    | 156   |
| Nisovo     | Нисово     | 106   |
| Tserovets  | Церовец    | 79    |
| Tabatsjka  | Табачка    | 78    |
| Totaal     |            | 8.127 |